# قناه شعور (تليجرام)
شعور (بالإنجليزية: Shoaur) هي قناة عربية على تطبيق تيليغرام، تركز على نشر الاقتباسات الأدبية، الأشعار، والمحتوى الفكاهي.

## النشأة
تُدار القناة بواسطة «مهدي لطيف» (المعرّف: @p4440)، والمشرفين محمد : @lIlIIIlIllIllI

## المحتوى والانتشار
حتى أغسطس 2025، بلغ عدد مشتركي القناة حوالي 6.6ألف عضو. القناة تقدم محتوى متنوّعًا يتراوح بين اقتباسات قصيرة وأشعار تعبيرية، وتمزج بين الأدب والفكاهة بأسلوب جذّاب. 3

## أهمية القناة
يُعَدُّ هذا النوع من القنوات (التي تنشر الاقتباسات والأشعار) ظاهرة متنامية على تيليغرام، ويُبرز دليل Telgrm.info تنوع هذه القنوات ووجود "شعور" ضمنها، مما يدل على حضورها في المشهد الرقمي العربي. 4